# لیوری
لیوری (به ایتالیایی: Liveri) یک کومونه در ایتالیا است که در استان ناپل واقع شده‌است.

## خصوصیات
لیوری ۲٫۶ کیلومترمربع مساحت و ۱٬۷۲۵ نفر جمعیت دارد.